# Pseudapocryptes borneensis
Pseudapocryptes borneensis és una espècie de peix de la família dels gòbids i de l'ordre dels perciformes.

## Morfologia
- Els mascles poden assolir 12 cm de longitud total.[4][5]

## Hàbitat
És un peix de clima tropical i demersal.

## Distribució geogràfica
Es troba a Àsia: Cambodja, el Timor Oriental, Indonèsia, Malàisia i Singapur.

## Ús comercial
És present, de vegades, als mercats locals del delta del riu Mekong.

## Observacions
És inofensiu per als humans.